# أبا-إيل الأول
أبا-إيل الأول (حكم ما بين 1750-1720 ق م) حكم مملكة يمحاض خلفًا لوالده حمورابي الأول.

## فترة حُكمه
ترك حمورابي الأول لابنه أبا-إيل الأول مملكةً يعمها الازدهار، وقد اتسم عهد أبا-إيل بالسلام النسبي وبحفاظه على العلاقات التجارية مع بابل. كان التمرّد الذي قاده زيترادو حاكم مدينة إريدو أشدّ الأحداث خطورةً في عهد أبا-إيل الأول، حيث كانت كلٌ من إريدو والمنطقة الواقعة فيها تتبعان لياريم-ليم شقيق أبا-إيل.
كشف أحد الألواح التي عثر عليها في موقع ألالاخ عن الظروف التي أدّت إلى نشوء مملكة ألالاخ، فقد تبين أن أبا-إيل قام بمنح ألالاخ لأخيه ياريم-ليم كنوعٍ من التعويض، وذلك بعد أن دمر أبا-إيل مدينة إريدو التي كانت تحت سلطة أخيه، إذ منحه ألالاخ كمملكةٍ وراثيةٍ له ولسلالته، ولكن دون أن تخرج عن سيادة يمحاض، غير أن أية خيانةٍ من قبل ياريم-ليم أو أحد أفراد سلالته كانت كفيلةً بإخراج ألالاخ عن سلطان حلب.
قطع أبا-إيل على نفسه عهدًا بألا يستولي على مُلك أخيه الجديد قط، وبأنه سيكون ملعونًا من الآلهة إن هو فعل. وفي المقابل قطع ياريم-ليم على نفسه عهدًا بالولاء لشقيقه، معلنًا بأن أي فعل خيانةٍ يقوم به أو أي إفشاءٍ للأسرار إلى ملكٍ آخر يبدر منه أو من أحد أفراد سلالته، سيكون جزاؤه الخسارة الكاملة لمُلكه ولأراضيه.
بدا التأثير الحوري واضحًا في عهد أبا-إيل الأول، فقد كان يسأل العون من الإلهة الحورية هبات.

## الموت والخلافة
توفي أبا-إيل في عام 1720 ق م، وقد خلفه ياريم-ليم الثاني على العرش، والذي يُرجح بأنه كان ابنه، إلا أن بعض المختصين يعتقدون بأن ياريم-ليم الثاني هو نفسه حاكم ألالاخ الذي ورد ذكره آنفًا.